# مراد رايس الأصغر
جان جانزون فان هارلم (بالهولندية: Jan Janszoon van Haarlem) هو الاسم الأصلي للقرصان الهولندي مراد رايس الأصغر تلقب باسم أمير البحر العثماني، وأشهر إسلامه بالجزائر العثمانية. تنقل في البحار خصوصا في حوض البحر الأبيض المتوسط بين إسبانيا والمغرب والجزائر إلا أنه انطلق أيضا في المحيط الأطلسي، يصف الغربيون أعماله بالقرصنة ولكن أعماله اتصفت بالجهاد البحري الإسلامي. وكلمة (رايس) المرادفة لاسمه تعني القبطان أو الربان وفي لهجات عربية أخرى تلفظ رَيّسْ وفي الخليج النوخذة.

## مسيرته
حوالي سنة 1600م بدأ جان جانزون يمارس نشاط الإبحار والقرصنة من ميناء مدينته هارلم الهولندية، وعمل لصالح بلاده بمضايقة السفن الإسبانية خلال حرب الثمانين عامًا. فكانت مهنته مربحة بالقدر الكافي، فوسع جانزون مساحة نشاطه وبدأ يُغير بالقرب من سواحل شمال أفريقيا، حيث يمكنه مهاجمة السفن الأجنبية، مستعملا العلم الهولندي وأحيانا أخرى راية نصف الهلال الحمراء أو علم أي إمارة من مختلف الإمارات المتوسطية الأخرى. وخلال هذه الفترة كان قد تخلى عن عائلته الهولندية. ألقي القبض على جان جانزون سنة 1618م في لانزاروت بجزر الكناري من قبل القراصنة المسلمين واقتيد إلى الجزائر.
تحول جانزون إلى الإسلام وأبحر مع القرصان سليمان رايس الشهير، وهو من أصل هولندي كان يدعى سابقا Ivan Dirkie De Veenboer، والذي كان يعرف جانزون قبل اعتقاله، وفعل مثلما فعل جانزون نفسه، حيث اختار اعتناق الإسلام. كما رافق سيمون دي دانسكر Siemen Danziger، وهو قرصان هولندي آخر عُرف بعد اسلامه ب«سيمون الرايس».
لكن بعد قيام السلطات العثمانية في الجزائر بعقد الصلح مع العديد من الدول الأوروبية، لم تعد مرافئها مناسبة لبيع السفن المحتجزة أو حمولتها. وبعد مقتل الرايس سليمان بالمدفعية سنة 1619، انتقل مراد رايس إلى ميناء مدينة سلا، حيث اجتمع الموريسكيون الهاربين من هورناتشوس، بعد أن أذن لهم سلطان المغرب باستيطان البلاد، وبدأ مراد رايس يبرز لهم مهاراته في القرصنة، وكانت تجمعهم روح انتقامية ضد الإسبان، الذين اشتهرت امبراطوريتهم بإنشاء محاكم التفتيش ضد البروتستانت في هولندا وضد اليهود والمسلمين في الأندلس.
بعد خلالفات ضريبية تمردوا على السلطان زيدان الناصر بن أحمد وأعلنوا كيانا مستقلا، فكان مراد الرايس أول زعمائها.

## غارة بالتيمور
وقد أغار في إحدى غزواته على مدينة بالتيمور (بالإنجليزية: Baltimore) في إيرلندا في 20 يوليو عام 1631. كان في قيادته 230 بحارا هاجموا قرية كوف (بالإنجليزية: Cove) بالقرب من مدينة بالتيمور وأسر 108 من سكانها، ثم تحول للإغارة على بالتيمور نفسها إلا أن مقاومة سكان المدينة صدته فعاد أدراجه إلى الجزائر بحمولته من الأسرى والغنائم القليلة. ولما لم يتمكن سكان بالتيمور دفع فدية أسراهم تم بيعهم في سوق الرقيق.